# Élections présidentielles sous la Cinquième République en Saône-et-Loire
Depuis l'adoption de la Constitution de la Cinquième République française en 1958, dix élections présidentielles ont eu lieu afin d'élire le président de la République. Cette page présente les résultats de ces élections en Saône-et-Loire.

## Synthèse des résultats du second tour
Hormis en 1974 où François Mitterrand (50,96 %) arrive en tête devant Valéry Giscard d'Estaing (49,04 %), la Saône-et-Loire vote dans la même tendance et au même niveau que la France. En 2017, Emmanuel Macron obtient 4,5 points de moins qu'au niveau national.
| année | Répartition des exprimés | Répartition des exprimés | Participation (% des inscrits) | Blancs ou nuls (% des votants) |

| 2017 | Emmanuel Macron (61,63 %) (France : 66,10 %) | Marine Le Pen (38,37 %) (France : 33,90 %) | 76,71 % (France : 77,77 %) | 2,38 % (France : 2,47 %) |

| 2012 | François Hollande (51,86 %) (France : 51,64 %) | Nicolas Sarkozy (48,14 %) (France : 48,36 %) | 81,08 % (France : 80,35 %) | 2,28 % (France : 5,82 %) |

| 2007 | Nicolas Sarkozy (52,99 %) (France : 53,06 %) | Ségolène Royal (47,01 %) (France : 46,94 %) | 83,69 % (France : 83,97 %) | 1,76 % (France : 4,20 %) |

| 2002 | Jacques Chirac (81,9 %) (France : 82,21 %) | J.-M. Le Pen (18,1 %) (France : 17,79 %) | 72,98 % (France : 79,71 %) | 4,37 % (France : 3,38 %) |

| 1995 | Jacques Chirac (51,38 %) (France : 52,64 %) | Lionel Jospin (48,62 %) (France : 47,36 %) | 78,64 % (France : 78,38 %) | 3,78 % (France : 2,81 %) |

| 1988 | François Mitterrand (55,36 %) (France : 54,02 %) | Jacques Chirac (44,64 %) (France : 45,98 % %) | 79,9 % (France : 81,35 %) | 2,38 % (France : 2,00 %) |

| 1981 | François Mitterrand (53,15 %) (France : 51,76 %) | Valéry Giscard d'Estaing (46,85 %) (France : 48,24 %) | 79,69 % (France : 81,09 %) | 1,62 % (France : 1,62 %) |

| 1974 | Valéry Giscard d'Estaing (49,04 %) (France : 50,81 %) | François Mitterrand (50,96 %) (France : 49,19 %) | 82,54 % (France : 84,23 %) | 0,94 % (France : 0,92 %) |

| 1969 | Georges Pompidou (56,57 %) (France : 58,21 %) | Alain Poher (43,43 %) (France : 41,79 %) | 73,89 % (France : 77,59 %) | 1,16 % (France : 1,29 %) |

| 1965 | Charles de Gaulle (51,28 %) (France : 55,20 %) | François Mitterrand (48,72 %) (France : 44,80 %) | 80,27 % (France : 84,75 %) | 0,87 % (France : 1,01 %) |

|  | ▲ |

## Résultats détaillés par scrutin

### 2017
Le premier tour de l'élection présidentielle de 2017 voit s'affronter onze candidats. Emmanuel Macron arrive en tête devant Marine Le Pen et tous deux se qualifient pour le second tour. Néanmoins, avec François Fillon et Jean-Luc Mélenchon, les scores des quatre candidats ayant recueilli le plus de voix sont serrés (4,43 points entre le 1er et le 4e). Pour la première fois, aucun des candidats des deux partis politiques pourvoyeurs jusque-là des présidents de la Ve République, n'est présent au second tour. Celui-ci se tient le dimanche 7 mai et se solde par la victoire d'Emmanuel Macron, avec un total de 20 753 798 bulletins de vote en sa faveur, soit 66,10 % des suffrages exprimés, face à la candidate du Front national, qui recueille 33,90 %. Le scrutin est néanmoins marqué par une forte abstention et par un record de votes blancs ou nuls.
En Saône-et-Loire, Marine Le Pen arrive en tête du premier tour avec 24,28 % des exprimés, suivie de Emmanuel Macron (22,33 %), François Fillon (19,39 %), Jean-Luc Mélenchon (17,83 %) et Benoît Hamon (6,19 %). Au second tour, les électeurs ont voté à 61,63 % pour Emmanuel Macron contre 38,37 % pour Marine Le Pen avec un taux de participation de 76,71 % des inscrits.
|             | FN          | Marine Le Pen         | 75 258  | 24,28 %    | 103 925 | 38,37 %    |  |  |
|             | EM          | Emmanuel Macron       | 69 212  | 22,33 %    | 166 945 | 61,63 %    |  |  |
|             | LR          | François Fillon       | 60 100  | 19,39 %    |         |            |  |  |
|             | LFi         | Jean-Luc Mélenchon    | 55 249  | 17,83 %    |         |            |  |  |
|             | PS          | Benoît Hamon          | 19 184  | 6,19 %     |         |            |  |  |
|             | DlF         | Nicolas Dupont-Aignan | 18 961  | 6,12 %     |         |            |  |  |
|             | NPA         | Philippe Poutou       | 3 588   | 1,16 %     |         |            |  |  |
|             | RES         | Jean Lassalle         | 3 153   | 1,02 %     |         |            |  |  |
|             | UPR         | François Asselineau   | 2 535   | 0,82 %     |         |            |  |  |
|             | LO          | Nathalie Arthaud      | 2 201   | 0,71 %     |         |            |  |  |
|             | SeP         | Jacques Cheminade     | 510     | 0,16 %     |         |            |  |  |
|             |             |                       |         |            |         |            |  |  |
|             |             |                       | Nombre  | % inscrits | Nombre  | % inscrits |  |  |
| Inscrits    | Inscrits    | Inscrits              | 406 418 |            | 406 311 |            |  |  |
| Abstentions | Abstentions | Abstentions           | 86 784  | 21,35 %    | 94 636  | 23,29 %    |  |  |
| Votants     | Votants     | Votants               | 319 634 | 78,65 %    | 311 675 | 76,71 %    |  |  |
|             |             |                       |         |            |         |            |  |  |
|             |             |                       |         | % votants  |         | % votants  |  |  |
| Blancs      | Blancs      | Blancs                | 6 874   | 1,69 %     | 30 144  | 7,42 %     |  |  |
| Nuls        | Nuls        | Nuls                  | 2 809   | 0,69 %     | 10 661  | 2,62 %     |  |  |
| Exprimés    | Exprimés    | Exprimés              | 309 951 | 76,26 %    | 270 870 | 66,67 %    |  |  |

### 2012
Hollande, désigné par le PS à la suite d'une primaire ouverte, devance Sarkozy dès le premier tour de l'élection présidentielle de 2012 : c'est la première fois qu'un président sortant est ainsi devancé. Au second tour, Sarkozy est battu mais par un écart plus faible qu'attendu.
En Saône-et-Loire, François Hollande arrive en tête du premier tour avec 28,69 % des exprimés, suivi de Nicolas Sarkozy (26,01 %), Marine Le Pen (20,03 %), Jean-Luc Mélenchon (10,64 %) et François Bayrou (8,83 %). Au second tour, les électeurs ont voté à 51,86 % pour François Hollande contre 48,14 % pour Nicolas Sarkozy avec un taux de participation de 81,31 % des inscrits.
|                | PS             | François Hollande     | 93 198  | 28,69 %    | 160 751 | 51,86 %    |  |  |
|                | UMP            | Nicolas Sarkozy       | 84 499  | 26,01 %    | 149 243 | 48,14 %    |  |  |
|                | FN             | Marine Le Pen         | 65 054  | 20,03 %    |         |            |  |  |
|                | FG             | Jean-Luc Mélenchon    | 34 548  | 10,64 %    |         |            |  |  |
|                | MoDem          | François Bayrou       | 28 683  | 8,83 %     |         |            |  |  |
|                | DLF            | Nicolas Dupont-Aignan | 6 588   | 2,03 %     |         |            |  |  |
|                | EELV           | Éva Joly              | 5 435   | 1,67 %     |         |            |  |  |
|                | NPA            | Philippe Poutou       | 3 971   | 1,22 %     |         |            |  |  |
|                | LO             | Nathalie Arthaud      | 2 048   | 0,63 %     |         |            |  |  |
|                | S&P            | Jacques Cheminade     | 802     | 0,25 %     |         |            |  |  |
|                |                |                       |         |            |         |            |  |  |
|                |                |                       | Nombre  | % inscrits | Nombre  | % inscrits |  |  |
| Inscrits       | Inscrits       | Inscrits              | 409 987 |            | 409 846 |            |  |  |
| Abstentions    | Abstentions    | Abstentions           | 77 577  | 18,92 %    | 76 591  | 18,69 %    |  |  |
| Votants        | Votants        | Votants               | 332 410 | 81,08 %    | 333 255 | 81,31 %    |  |  |
|                |                |                       |         |            |         |            |  |  |
|                |                |                       |         | % votants  |         | % votants  |  |  |
| Blancs ou nuls | Blancs ou nuls | Blancs ou nuls        | 7 584   | 2,28 %     | 23 261  | 6,98 %     |  |  |
| Exprimés       | Exprimés       | Exprimés              | 324 826 | 97,72 %    | 309 994 | 97,72 %    |  |  |

### 2007
Au premier tour de l'élection présidentielle de 2007, Sarkozy réussit à capter une partie des voix de Le Pen et arrive largement en tête. Royal est la première femme qualifiée pour le second tour d'une élection présidentielle. Elle est battue avec une avance de 6 points.
En Saône-et-Loire, Nicolas Sarkozy arrive en tête du premier tour avec 29,88 % des exprimés, suivi de Ségolène Royal (25,8 %), François Bayrou (18,23 %), Jean-Marie Le Pen (11,59 %) et Olivier Besancenot (4,48 %). Au second tour, les électeurs ont voté à 52,99 % pour Nicolas Sarkozy contre 47,01 % pour Ségolène Royal avec un taux de participation de 84,34 % des inscrits.
|                | UMP            | Nicolas Sarkozy      | 100 475 | 29,88 %    | 173 844 | 52,99 %    |  |  |
|                | PS             | Ségolène Royal       | 86 741  | 25,8 %     | 154 206 | 47,01 %    |  |  |
|                | UDF            | François Bayrou      | 61 289  | 18,23 %    |         |            |  |  |
|                | FN             | Jean-Marie Le Pen    | 38 975  | 11,59 %    |         |            |  |  |
|                | LCR            | Olivier Besancenot   | 15 049  | 4,48 %     |         |            |  |  |
|                | MPF            | Philippe de Villiers | 8 348   | 2,48 %     |         |            |  |  |
|                | GPA            | Marie-George Buffet  | 6 383   | 1,9 %      |         |            |  |  |
|                | LO             | Arlette Laguiller    | 5 004   | 1,49 %     |         |            |  |  |
|                | CPNT           | Frédéric Nihous      | 4 502   | 1,34 %     |         |            |  |  |
|                | Les Verts      | Dominique Voynet     | 4 222   | 1,26 %     |         |            |  |  |
|                | SE             | José Bové            | 4 081   | 1,21 %     |         |            |  |  |
|                | CNRSP          | Gérard Schivardi     | 1 177   | 0,35 %     |         |            |  |  |
|                |                |                      |         |            |         |            |  |  |
|                |                |                      | Nombre  | % inscrits | Nombre  | % inscrits |  |  |
| Inscrits       | Inscrits       | Inscrits             | 408 946 |            | 408 850 |            |  |  |
| Abstentions    | Abstentions    | Abstentions          | 66 679  | 16,31 %    | 64 033  | 15,66 %    |  |  |
| Votants        | Votants        | Votants              | 342 267 | 83,69 %    | 344 817 | 84,34 %    |  |  |
|                |                |                      |         |            |         |            |  |  |
|                |                |                      |         | % votants  |         | % votants  |  |  |
| Blancs ou nuls | Blancs ou nuls | Blancs ou nuls       | 6 021   | 1,76 %     | 16 767  | 4,86 %     |  |  |
| Exprimés       | Exprimés       | Exprimés             | 336 246 | 98,24 %    | 328 050 | 95,14 %    |  |  |

### 2002
Après cinq années de cohabitation, un duel est attendu entre Chirac et le Premier ministre Jospin lors de l'élection présidentielle de 2002, mais, à la surprise générale, ce dernier est devancé par Le Pen au premier tour. Au second tour, Chirac bénéficie du ralliement de la gauche et reçoit un score sans précédent. Il s'agit de la première élection pour un mandat de cinq ans et non plus sept.
En Saône-et-Loire, Jacques  Chirac arrive en tête du premier tour avec 19,17 % des exprimés, suivi de Jean-Marie  Le Pen (17,77 %), Lionel  Jospin (16,88 %), François Bayrou (6,37 %) et Arlette Laguiller (5,81 %). Au second tour, les électeurs ont voté à 81,9 % pour Jacques  Chirac contre 18,1 % pour Jean-Marie  Le Pen avec un taux de participation de 79,5 % des inscrits.
|                | RPR            | Jacques Chirac          | 53 346  | 19,17 %    | 241 719 | 81,9 %     |  |  |
|                | FN             | Jean-Marie Le Pen       | 49 446  | 17,77 %    | 53 422  | 18,1 %     |  |  |
|                | PS             | Lionel Jospin           | 46 968  | 16,88 %    |         |            |  |  |
|                | UDF            | François Bayrou         | 17 735  | 6,37 %     |         |            |  |  |
|                | LO             | Arlette Laguiller       | 16 167  | 5,81 %     |         |            |  |  |
|                | MC             | Jean-Pierre Chevènement | 14 362  | 5,16 %     |         |            |  |  |
|                | LCR            | Olivier Besancenot      | 13 282  | 4,77 %     |         |            |  |  |
|                | DL             | Alain Madelin           | 12 976  | 4,66 %     |         |            |  |  |
|                | Les Verts      | Noël Mamère             | 11 589  | 4,16 %     |         |            |  |  |
|                | CPNT           | Jean Saint-Josse        | 11 573  | 4,16 %     |         |            |  |  |
|                | PC             | Robert Hue              | 9 604   | 3,45 %     |         |            |  |  |
|                | MNR            | Bruno Mégret            | 7 482   | 2,69 %     |         |            |  |  |
|                | PRG            | Christiane Taubira      | 4 515   | 1,62 %     |         |            |  |  |
|                | Cap21          | Corinne Lepage          | 4 308   | 1,55 %     |         |            |  |  |
|                | FRS            | Christine Boutin        | 3 490   | 1,25 %     |         |            |  |  |
|                | PT             | Daniel Gluckstein       | 1 479   | 0,53 %     |         |            |  |  |
|                |                |                         |         |            |         |            |  |  |
|                |                |                         | Nombre  | % inscrits | Nombre  | % inscrits |  |  |
| Inscrits       | Inscrits       | Inscrits                | 398 818 |            | 398 397 |            |  |  |
| Abstentions    | Abstentions    | Abstentions             | 107 775 | 27,02 %    | 81 683  | 20,5 %     |  |  |
| Votants        | Votants        | Votants                 | 291 043 | 72,98 %    | 316 714 | 79,5 %     |  |  |
|                |                |                         |         |            |         |            |  |  |
|                |                |                         |         | % votants  |         | % votants  |  |  |
| Blancs ou nuls | Blancs ou nuls | Blancs ou nuls          | 12 721  | 4,37 %     | 21 573  | 6,81 %     |  |  |
| Exprimés       | Exprimés       | Exprimés                | 278 322 | 95,63 %    | 295 141 | 93,19 %    |  |  |

### 1995
Après une nouvelle cohabitation et alors que la droite est particulièrement divisée entre Chirac et le Premier ministre Balladur, Jospin réussit à arriver en tête au premier tour de l'élection présidentielle de 1995, malgré la très lourde défaite de la gauche aux législatives de 1993. Au second tour, il est battu par Chirac.
En Saône-et-Loire, Lionel Jospin arrive en tête du premier tour avec 24,88 % des exprimés, suivi de Jacques Chirac (20,31 %), Édouard Balladur (19,1 %), Jean-Marie Le Pen (13,24 %) et Robert Hue (9,13 %). Au second tour, les électeurs ont voté à 51,38 % pour Jacques Chirac contre 48,62 % pour Lionel Jospin avec un taux de participation de 79,92 % des inscrits.
|                | PS             | Lionel Jospin        | 75 288  | 24,88 %    | 145 797 | 48,62 %    |  |  |
|                | RPR            | Jacques Chirac       | 61 438  | 20,31 %    | 154 044 | 51,38 %    |  |  |
|                | RPR            | Édouard Balladur     | 57 796  | 19,1 %     |         |            |  |  |
|                | FN             | Jean-Marie Le Pen    | 40 069  | 13,24 %    |         |            |  |  |
|                | PC             | Robert Hue           | 27 620  | 9,13 %     |         |            |  |  |
|                | MPF            | Philippe de Villiers | 15 874  | 5,25 %     |         |            |  |  |
|                | LO             | Arlette Laguiller    | 14 634  | 4,84 %     |         |            |  |  |
|                | Les Verts      | Dominique Voynet     | 9 039   | 2,99 %     |         |            |  |  |
|                | S&P            | Jacques Cheminade    | 802     | 0,27 %     |         |            |  |  |
|                |                |                      |         |            |         |            |  |  |
|                |                |                      | Nombre  | % inscrits | Nombre  | % inscrits |  |  |
| Inscrits       | Inscrits       | Inscrits             | 399 842 |            | 399 705 |            |  |  |
| Abstentions    | Abstentions    | Abstentions          | 85 405  | 21,36 %    | 80 261  | 20,08 %    |  |  |
| Votants        | Votants        | Votants              | 314 437 | 78,64 %    | 319 444 | 79,92 %    |  |  |
|                |                |                      |         |            |         |            |  |  |
|                |                |                      |         | % votants  |         | % votants  |  |  |
| Blancs ou nuls | Blancs ou nuls | Blancs ou nuls       | 11 877  | 3,78 %     | 19 603  | 6,14 %     |  |  |
| Exprimés       | Exprimés       | Exprimés             | 302 560 | 96,22 %    | 299 841 | 93,86 %    |  |  |

### 1988
Après deux ans de cohabitation, Mitterrand affronte le Premier ministre Chirac lors de l'élection présidentielle de 1988. Le Pen obtient au premier tour un score jusque-là sans précédent pour un parti d'extrême droite. Au second tour, Mitterrand est facilement réélu.
En Saône-et-Loire, François Mitterrand arrive en tête du premier tour avec 37,56 % des exprimés, suivi de Jacques Chirac (20,57 %), Raymond Barre (17,18 %), Jean-Marie Le Pen (11,11 %) et André Lajoinie (6,45 %). Au second tour, les électeurs ont voté à 55,36 % pour François Mitterrand contre 44,64 % pour Jacques Chirac avec un taux de participation de 83,35 % des inscrits.
|                | PS                    | François Mitterrand | 116 184 | 37,56 %    | 176 335 | 55,36 %    |  |  |
|                | RPR                   | Jacques Chirac      | 63 609  | 20,57 %    | 142 177 | 44,64 %    |  |  |
|                | SE                    | Raymond Barre       | 53 137  | 17,18 %    |         |            |  |  |
|                | FN                    | Jean-Marie Le Pen   | 34 374  | 11,11 %    |         |            |  |  |
|                | PC                    | André Lajoinie      | 19 960  | 6,45 %     |         |            |  |  |
|                | Les Verts             | Antoine Waechter    | 10 089  | 3,26 %     |         |            |  |  |
|                | LO                    | Arlette Laguiller   | 5 748   | 1,86 %     |         |            |  |  |
|                | Communiste rénovateur | Pierre Juquin       | 5 031   | 1,63 %     |         |            |  |  |
|                | MPT                   | Pierre Boussel      | 1 167   | 0,38 %     |         |            |  |  |
|                |                       |                     |         |            |         |            |  |  |
|                |                       |                     | Nombre  | % inscrits | Nombre  | % inscrits |  |  |
| Inscrits       | Inscrits              | Inscrits            | 396 538 |            | 396 427 |            |  |  |
| Abstentions    | Abstentions           | Abstentions         | 79 693  | 20,1 %     | 66 018  | 16,65 %    |  |  |
| Votants        | Votants               | Votants             | 316 845 | 79,9 %     | 330 409 | 83,35 %    |  |  |
|                |                       |                     |         |            |         |            |  |  |
|                |                       |                     |         | % votants  |         | % votants  |  |  |
| Blancs ou nuls | Blancs ou nuls        | Blancs ou nuls      | 7 546   | 2,38 %     | 11 897  | 3,6 %      |  |  |
| Exprimés       | Exprimés              | Exprimés            | 309 299 | 97,62 %    | 318 512 | 96,4 %     |  |  |

### 1981
Lors de l'élection présidentielle de 1981, Giscard d'Estaing arrive en tête au premier tour et affronte, comme la fois précédente, Mitterrand. Pour la première fois, un président sortant est battu : Mitterrand devient le premier président de gauche de la Ve République.
En Saône-et-Loire, Valéry Giscard d'Estaing arrive en tête du premier tour avec 28,96 % des exprimés, suivi de François Mitterrand (28,2 %), Jacques Chirac (16,26 %), Georges Marchais (15,13 %) et Brice Lalonde (3,45 %). Au second tour, les électeurs ont voté à 50,96 % pour François Mitterrand contre 46,85 % pour Valéry Giscard d'Estaing avec un taux de participation de 85,49 % des inscrits.
|                | UDF            | Valéry Giscard d'Estaing | 88 296  | 28,96 %    | 151 434 | 46,85 %    |  |  |
|                | PS             | François Mitterrand      | 85 970  | 28,2 %     | 171 793 | 53,15 %    |  |  |
|                | RPR            | Jacques Chirac           | 49 566  | 16,26 %    |         |            |  |  |
|                | PC             | Georges Marchais         | 46 143  | 15,13 %    |         |            |  |  |
|                | MEP            | Brice Lalonde            | 10 509  | 3,45 %     |         |            |  |  |
|                | MRG            | Michel Crépeau           | 6 734   | 2,21 %     |         |            |  |  |
|                | LO             | Arlette Laguiller        | 6 643   | 2,18 %     |         |            |  |  |
|                | Divers droite  | Michel Debré             | 4 580   | 1,5 %      |         |            |  |  |
|                | Divers droite  | Marie-France Garaud      | 3 654   | 1,2 %      |         |            |  |  |
|                | PSU            | Huguette Bouchardeau     | 2 788   | 0,91 %     |         |            |  |  |
|                |                |                          |         |            |         |            |  |  |
|                |                |                          | Nombre  | % inscrits | Nombre  | % inscrits |  |  |
| Inscrits       | Inscrits       | Inscrits                 | 388 877 |            | 388 742 |            |  |  |
| Abstentions    | Abstentions    | Abstentions              | 78 975  | 20,31 %    | 56 423  | 14,51 %    |  |  |
| Votants        | Votants        | Votants                  | 309 902 | 79,69 %    | 332 319 | 85,49 %    |  |  |
|                |                |                          |         |            |         |            |  |  |
|                |                |                          |         | % votants  |         | % votants  |  |  |
| Blancs ou nuls | Blancs ou nuls | Blancs ou nuls           | 5 019   | 1,62 %     | 9 092   | 2,74 %     |  |  |
| Exprimés       | Exprimés       | Exprimés                 | 304 883 | 98,38 %    | 323 227 | 97,26 %    |  |  |

### 1974
L'élection présidentielle de 1974 est une élection anticipée à la suite de la mort de Pompidou. Mitterrand, candidat unique de la gauche, est largement en tête au premier tour devant Giscard d'Estaing, qui distance lui-même Chaban-Delmas. Au terme d'une campagne animée, marquée par un débat télévisé tendu, Giscard d'Estaing l'emporte avec une très courte avance.
En Saône-et-Loire, François Mitterrand arrive en tête du premier tour avec 45,56 % des exprimés, suivi de Valéry Giscard d'Estaing (33,41 %), Jacques Chaban-Delmas (13,3 %), Jean Royer (2,6 %) et Arlette Laguiller (2,4 %). Au second tour, les électeurs ont voté à 50,96 % pour François Mitterrand contre 49,04 % pour Valéry Giscard d'Estaing avec un taux de participation de 86,25 % des inscrits.
|                | PS             | François Mitterrand      | 127 001 | 45,56 %    | 147 821 | 50,96 %    |  |  |
|                | RI             | Valéry Giscard d'Estaing | 93 123  | 33,41 %    | 142 225 | 49,04 %    |  |  |
|                | UDR            | Jacques Chaban-Delmas    | 37 070  | 13,3 %     |         |            |  |  |
|                | SE             | Jean Royer               | 7 261   | 2,6 %      |         |            |  |  |
|                | LO             | Arlette Laguiller        | 6 698   | 2,4 %      |         |            |  |  |
|                | SE, écologiste | René Dumont              | 2 317   | 0,83 %     |         |            |  |  |
|                | FN             | Jean-Marie Le Pen        | 1 779   | 0,64 %     |         |            |  |  |
|                | MDSF           | Émile Muller             | 1 684   | 0,6 %      |         |            |  |  |
|                | FCR            | Alain Krivine            | 872     | 0,31 %     |         |            |  |  |
|                | NAR            | Bertrand Renouvin        | 446     | 0,16 %     |         |            |  |  |
|                | MFE            | Jean-Claude Sebag        | 339     | 0,12 %     |         |            |  |  |
|                |                |                          |         |            |         |            |  |  |
|                |                |                          | Nombre  | % inscrits | Nombre  | % inscrits |  |  |
| Inscrits       | Inscrits       | Inscrits                 | 340 887 |            | 340 497 |            |  |  |
| Abstentions    | Abstentions    | Abstentions              | 59 502  | 17,46 %    | 46 831  | 13,75 %    |  |  |
| Votants        | Votants        | Votants                  | 281 385 | 82,54 %    | 293 666 | 86,25 %    |  |  |
|                |                |                          |         |            |         |            |  |  |
|                |                |                          |         | % votants  |         | % votants  |  |  |
| Blancs ou nuls | Blancs ou nuls | Blancs ou nuls           | 2 646   | 0,94 %     | 3 620   | 1,23 %     |  |  |
| Exprimés       | Exprimés       | Exprimés                 | 278 739 | 99,06 %    | 290 046 | 98,77 %    |  |  |

### 1969
L'élection présidentielle de 1969 est une élection anticipée à la suite de la démission de De Gaulle. La gauche se lance désunie dans la course et, bien que Duclos (PCF) manque de le devancer, c'est le président par intérim Poher qui accède au second tour face à l'ex-Premier ministre Pompidou. Alors que Duclos refuse d'appeler à voter au second tour pour « bonnet blanc ou blanc bonnet », Pompidou est finalement largement élu.
En Saône-et-Loire, Georges Pompidou arrive en tête du premier tour avec 42,94 % des exprimés, suivi de Alain Poher (24,7 %), Jacques Duclos (23,09 %), Gaston Defferre (4,2 %) et Michel Rocard (2,97 %). Au second tour, les électeurs ont voté à 56,57 % pour Georges Pompidou contre 43,43 % pour Alain Poher avec un taux de participation de 65,72 % des inscrits.
|                | UDR            | Georges Pompidou | 104 896 | 42,94 %    | 116 571 | 56,57 %    |  |  |
|                | CD             | Alain Poher      | 60 338  | 24,7 %     | 89 493  | 43,43 %    |  |  |
|                | PC             | Jacques Duclos   | 56 397  | 23,09 %    |         |            |  |  |
|                | SFIO           | Gaston Defferre  | 10 263  | 4,2 %      |         |            |  |  |
|                | PSU            | Michel Rocard    | 7 260   | 2,97 %     |         |            |  |  |
|                | SE             | Louis Ducatel    | 3 056   | 1,25 %     |         |            |  |  |
|                | LC             | Alain Krivine    | 2 059   | 0,84 %     |         |            |  |  |
|                |                |                  |         |            |         |            |  |  |
|                |                |                  | Nombre  | % inscrits | Nombre  | % inscrits |  |  |
| Inscrits       | Inscrits       | Inscrits         | 334 460 |            | 334 299 |            |  |  |
| Abstentions    | Abstentions    | Abstentions      | 87 333  | 26,11 %    | 114 601 | 34,28 %    |  |  |
| Votants        | Votants        | Votants          | 247 127 | 73,89 %    | 219 698 | 65,72 %    |  |  |
|                |                |                  |         |            |         |            |  |  |
|                |                |                  |         | % votants  |         | % votants  |  |  |
| Blancs ou nuls | Blancs ou nuls | Blancs ou nuls   | 2 858   | 1,16 %     | 13 634  | 6,21 %     |  |  |
| Exprimés       | Exprimés       | Exprimés         | 244 269 | 98,84 %    | 206 064 | 93,79 %    |  |  |

### 1965
L'élection présidentielle de 1965 est la première élection au suffrage universel direct à la suite du référendum d'octobre 1962. De Gaulle est mis en ballottage, à la surprise générale, par Mitterrand, candidat unique de la gauche. La campagne du second tour est axée sur l'Europe et les relations internationales ainsi que sur l'armement nucléaire. De Gaulle est finalement réélu avec une large avance.
En Saône-et-Loire, Charles de Gaulle arrive en tête du premier tour avec 40,6 % des exprimés, suivi de François Mitterrand (35,69 %), Jean Lecanuet (16,18 %), Jean-Louis Tixier-Vignancour (4,73 %) et Pierre Marcilhacy (1,62 %). Au second tour, les électeurs ont voté à 51,28 % pour Charles de Gaulle contre 48,72 % pour François Mitterrand avec un taux de participation de 80,85 % des inscrits.
|                | UNR            | Charles de Gaulle            | 106 752 | 40,6 %     | 133 221 | 51,28 %    |  |  |
|                | CIR            | François Mitterrand          | 93 846  | 35,69 %    | 126 589 | 48,72 %    |  |  |
|                | MRP            | Jean Lecanuet                | 42 548  | 16,18 %    |         |            |  |  |
|                | SE             | Jean-Louis Tixier-Vignancour | 12 447  | 4,73 %     |         |            |  |  |
|                | PLE            | Pierre Marcilhacy            | 4 272   | 1,62 %     |         |            |  |  |
|                | SE             | Marcel Barbu                 | 3 046   | 1,16 %     |         |            |  |  |
|                |                |                              |         |            |         |            |  |  |
|                |                |                              | Nombre  | % inscrits | Nombre  | % inscrits |  |  |
| Inscrits       | Inscrits       | Inscrits                     | 330 416 |            | 330 292 |            |  |  |
| Abstentions    | Abstentions    | Abstentions                  | 65 196  | 19,73 %    | 63 256  | 19,15 %    |  |  |
| Votants        | Votants        | Votants                      | 265 220 | 80,27 %    | 267 036 | 80,85 %    |  |  |
|                |                |                              |         |            |         |            |  |  |
|                |                |                              |         | % votants  |         | % votants  |  |  |
| Blancs ou nuls | Blancs ou nuls | Blancs ou nuls               | 2 309   | 0,87 %     | 7 226   | 2,71 %     |  |  |
| Exprimés       | Exprimés       | Exprimés                     | 262 911 | 99,13 %    | 259 810 | 97,29 %    |  |  |